# Protomyctophum parallelum
Protomyctophum parallelum és una espècie de peix de la família dels mictòfids i de l'ordre dels mictofiformes.

## Morfologia
- Els mascles poden assolir 5 cm de longitud total.[4][5]

## Hàbitat
És un peix marí i d'aigües profundes que viu fins als 2.500 m de fondària.

## Distribució geogràfica
Es troba a tots els oceans de l'hemisferi sud.